# Martin Wight
Martin Wight (Brighton, 16 novembre 1913 – Speldhurst, 15 luglio 1972) è stato un politologo e storico britannico. Fu uno dei più influenti studiosi britannici di relazioni internazionali e membro del British committee on the theory of international politics. La sua riflessione storico-teorica sulla politica internazionale viene oggi associata alla nascita di una corrente contemporanea dello studio delle relazioni internazionali, la cosiddetta “scuola inglese". Il Royal Institute of International Affairs ha istituito  in sua memoria la “Martin Wight Memorial Lecture” che si svolge ogni anno a Chatam House, Londra.

## Biografia
Martin James Robert Wight nacque a Brighton, Sussex, in Inghilterra, il 26 novembre del 1913, secondo dei tre figli del medico Edward Wight (1879-1959) e Margaretta Scott (1880-1942). Dopo gli studi al Bradfield College (1927-32) e quelli di storia moderna al Hertford College di Oxford (1935), dov'ebbe tra i suoi esaminatori Herbert Butterfield, fu affiliato dal 1937 al 1938 alla Chatham House, di- retta da Arnold Toynbee (1899-1975) nel trentennio 1925-195523. Dal 1938 al 1941 trascorse un periodo d'insegnamento in storia al Haileybury College di Hertford, mostrando grande inclinazione e capacità per la trasmissione del sapere in un rapporto di mutuo confronto con gli studenti. Giunse a Haileybury in anni di militanza pacifista, dopo aver sottoposto, nel 1940, una veemente domanda d'obiezione di co- scienza che riprendeva le argomentazioni di un suo articolo del 1936. Nel dopoguerra fece ritorno a Chatham House. Ritornò dopo essere stato corrispondente dal '46 al '47 per The Observer alle sessioni di Lake Success delle Nazioni Unite, dove spese intere giornate a seguire le riunioni del Consiglio di sicurezza. L'anno successivo entrò a far parte del comitato editoriale della Ecumenical Review, rivista del Consiglio mondiale delle chiese, e ne fu membro fino al '55, collaborando anche al trimestrale missionologico del Consiglio. Lasciò infine Chatham House nel 1949 per accettare l'incarico di Reader offertogli al Dipartimento di Relazioni internazionali della London School of Economics and Political Science. Tornò poi a Brighton dove collaborò all'organizzazione dell'Università del Kent e, specialmente, alla fondazione dell'Università del Sussex, di cui fu uno dei nove e più importanti fondatori. A Sussex contribuì a riunire nella Scuola di Studi Europei – la prima del genere nel Regno Unito – storici, filosofi, e scienziati sociali. Qui concluse la propria carriera in qualità di professore di storia e preside della Scuola, continuando a studiare la politica internazionale anche tramite il British Committee on the Theory of International Politics.

## Opere
Wight ha lasciato notevoli studi di teoria e storia delle relazioni internazionali, scienza politica, filosofia della storia, storiografia, teologia, storia del pensiero politico. Allievo del filologo e storico Arnold Toynbee, il suo contributo non si limita alla riflessione sulla teoria della politica internazionale, che egli chiama semplicemente teoria internazionale, bensì investe, più in generale, gli studi storici e filosofici nella più ampia accezione. La frammentarietà e dispersione della sua opera, ampiamente non pubblicata in vita e in parte restituita dal lavoro dell'allievo Hedley Bull, ne impedisce ancora una considerazione unitaria e completa. Nel campo degli studi internazionali di orientamento politologico è tuttavia considerato uno dei più brillanti protagonisti della seconda metà del Novecento.

## Ricezione in Italia
La recente ricezione di Wight in Italia tra gli studiosi ha portato alla pubblicazione della sua opera più celebre, Teoria internazionale e di un inedito mondiale dal titolo Fortuna e ironia in politica. Nel volume Relazioni internazionali (Milano, 1992) di Angelo Panebianco sono state discusse per la prima volta in Italia alcune questioni centrali del pensiero di Martin Wight. Si deve successivamente all'introduzione di Brunello Vigezzi all'opera di Hedley Bull e Adam Watson, L'espansione della società internazionale (Milano, 1993), un'ampia e documentata trattazione di notevoli aspetti di Wight in relazione al British Committee on the Theory of International Politics, elaborata poi in un seguente volume (Milano, 2005). La prima monografia su Wight si deve a Michele Chiaruzzi (Bologna, 2008). Luciano Canfora ne ha parlato come un "brillante politologo britannico" nel suo Il presente come storia (Milano, 2014, pp. 223–4).

## Pubblicazioni
Wight scrisse molte accurate recensioni, specialmente per The Observer e per International Affairs. Le sue opere principali sono:
- "Christian Pacifism", Theology, 33:193 (July 1936), pp. 12–21.
- Letter on "Christian Pacifism", Theology 33:198 (December 1936), pp. 367–368.
- "The Tanaka Memorial", History 27 (March 1943), pp. 61–68.
- Power Politics Looking Forward Pamphlet, no. 8 (London: Royal Institute of International Affairs, 1946).
- The Development of the Legislative Council 1606-1945, vol. 1 (London: Faber & Faber, 1946).
- "Sarawak", New Statesman and Nation 31, 8 June 1946, pp. 413–414.
- "The Realist's Utopia", on E. H. Carr, The Twenty Year's Crisis, The Observer, 21 July 1946, p. 3.
- The Gold Coast Legislative Council (London: Faber & Faber, 1947).
- "The Church, Russia and the West", A Ecumenical Review: a Quarterly, 1:1 (Autumn 1948), pp. 25–45.
- "History and Judgment: Butterfield, Niebuhr and the Technical Historian", The Frontier: A Christian Commentary on the Common Life, 1:8 (August 1950), pp. 301–314.
- With W. Arthur Lewis, Michael Scott & Colin Legum, Attitude to Africa (Harmondsworth: Penguin, 1951).
- Preface & amendments to revised edition of Harold J. Laski, An Introduction to Politics (London: Allen & Unwin, 1951).
- British Colonial Constitutions 1947 (Oxford: Clarendon, 1952).
- "Spain and Portugal", "Switzerland, The Low Countries, and Scandinavia", "Eastern Europe", "Germany" & "The Balance of Power" in A. J. Toynbee & F. T. Ashton-Gwatkin (eds.) *Survey of International Affairs 1939-1946: The World in March 1939 (London: Oxford University Press & Royal Institute of International Affairs, 1952), pp. 138–150, pp. 151–165, pp. 206–292, pp. 293–365 & pp. 508–532.
- Note on A (III) (a) Annex I "Spiritual Achievement and Material Achievement", "The Crux for an Historian brought up in the Christian Tradition" & numerous notes in Arnold J. Toynbee, A Study of History, vol. VII (London: OUP & RIIA, 1954), pp. 711–715 & pp. 737–748.
- "What Makes a Good Historian?", The Listener 53:1355, 17 February 1955, pp. 283–4
- "War and International Politics", The Listener, 54:1389, 13 October 1955, pp. 584–585.
- "The Power Struggle within the United Nations", Proceedings of the Institute of World Affairs, 33rd session (Los Angeles: USC, 1956), pp. 247–259.
- "Brutus in Foreign Policy: The Memoirs of Sir Anthony Eden", International Affairs vol. 36, no. 3 (July 1960), pp. 299–309.
- "Are they Classical", Times Literary Supplement 3171, 7 December 1962, p. 955 & 3176, 11 January 1963, p. 25.
- "The Place of Classics in a New University", Didaskalos: The Journal of the Joint Association of Classical Teachers, 1:1 (1963), pp. 27–36.
- "Does Peace Take Care of Itself", Views 2 (1963), pp. 93–95.
- "European Studies" in D. Daiches (ed.), The Idea of a New University: An Experiment in Sussex (London: Andre Deutsch, 1964), pp. 100–119.
- "Why is there no International Theory?", "Western Values in International Relations" & "The Balance of Power" in Herbert Butterfield & Martin Wight (eds.), Diplomatic *Investigations: Essays in the Theory of International Politics (London: Allen & Unwin, 1966), pp. 17–34, pp. 89–131 & pp. 149–175.
- "The Balance of Power and International Order", in Alan James (ed.), The Bases of International Order: Essays in honour of C. A. W. Manning (London: OUP, 1973), pp. 85–115.
- "Arnold Toynbee: An Appreciation", International Affairs 52:1(January 1976), pp. 11–13.
- Systems of States ed. Hedley Bull, (Leicester: Leicester University Press, 1977).
- Power Politics ed. Hedley Bull & Carstaan Holbraad (Leicester: Leicester University Press for the Royal Institute of International Affairs, 1978).* "Is the Commonwealth a Non-Hobbesian Institution?", Journal of Commonwealth and Comparative Politics, 26:2 (July 1978), pp. 119–135.
- "An Anatomy of International Thought", Review of International Studies 13 (1987), pp. 221–227.
- International Theory: The Three Traditions ed. Gabriele Wight & Brian Porter (Leicester & London: Leicester University Press, 1991); trad. it. Teoria internazionale, a cura di Michele Chiaruzzi (Bologna, Il Ponte, 2011).
- "On the Abolition of War: Observations on a Memorandum by Walter Millis", in Harry Bauer & Elisabetta Brighi (eds.), International Relations at LSE: A History of 75 Years (London: Millennium Publishing Group, 2003), pp. 51–60.
- Four Seminal Thinkers in International Theory: Machiavelli, Grotius, Kant and Mazzini ed. Gabriele Wight & Brian Porter (Oxford: Oxford University Press, 2005).
- Fortuna e ironia in politica, a cura di M. Chiaruzzi (Soveria Mannelli: Rubbettino, 2014)
- "Interests of States", a cura di M. Chiaruzzi, in «Il Pensiero politico», a. 51, n. 3, 2018, pp. 425-444.
- Politica di potenza e sistemi di stati, a cura di M. Chiaruzzi (Milano: Le due rose editore, 2021).
- "International Relations and Political Philosophy", a cura di D. Yost (Oxford: Oxford University Press, 2022).